# Nancyana fasciata
Nancyana fasciata är en insektsart som beskrevs av Freytag 1990. Nancyana fasciata ingår i släktet Nancyana och familjen dvärgstritar. Inga underarter finns listade i Catalogue of Life.